# Breda (Catalunha)
Breda é um município da Espanha na comarca de Selva, província de Girona, comunidade autónoma da Catalunha. Tem 5,09 km² de área e em 2021 tinha 3 836 habitantes (densidade: 753,6 hab./km²).

## Demografia
| Variação demográfica do município entre 1900 e 2006 | Variação demográfica do município entre 1900 e 2006 | Variação demográfica do município entre 1900 e 2006 | Variação demográfica do município entre 1900 e 2006 | Variação demográfica do município entre 1900 e 2006 | Variação demográfica do município entre 1900 e 2006 | Variação demográfica do município entre 1900 e 2006 |
| --------------------------------------------------- | --------------------------------------------------- | --------------------------------------------------- | --------------------------------------------------- | --------------------------------------------------- | --------------------------------------------------- | --------------------------------------------------- |
| 1900                                                | 1930                                                | 1950                                                | 1970                                                | 1981                                                | 1986                                                | 2006                                                |
| 1380                                                | 1547                                                | 1570                                                | 2713                                                | 3121                                                | 3170                                                | 3685                                                |